# DKW F1000L
Le DKW F1000L ou DKW-IMOSA F10000 ou Mercedes-Benz N1000 est une fourgonnette de dimension moyenne produite sous plusieurs dénominations par plusieurs constructeurs ayant conclu, en son temps, des accords de licence avec le groupe allemand Auto Union et la marque DKW dans les années 1950 avant la faillite et le rachat de DKW. C'est le seul véhicule dérivé du fameux DKW Schnellaster qui conservera l'appellation DKW sans jamais porter les quatre anneaux de la marque sur sa calandre. 

## Histoire

### Contexte
Au début des années 1960, le constructeur espagnol IMOSA - Industrias del MOtor S.A., produisait sous licence la fourgonnette DKW-IMOSA F800 S, énième évolution et variante de l'antique DKW "Schnellaster". L'usine espagnole faisait partie des nombreux constructeurs automobiles qui avaient obtenu une licence pour la fabrication de la fourgonnettes DKW à produire localement ou à assembler à partir de kits CKD. Vu l'âge du véhicule, son style vieillot et ses caractéristiques techniques qui le rendaient obsolète, il ne faisait aucun doute qu'il fallait très rapidement le remplacer par un modèle plus moderne et correspondant mieux aux besoins de transport. C'est à cette fin que la direction espagnole d'IMOSA pris contact au tout début de 1960 avec le carrossier italien Carrozzeria Fissore pour qu'il étudie une nouvelle fourgonnette avec un design moderne et fonctionnel.  
Le résultat fut la présentation d'un fourgon aux lignes modernes et carrées, très fonctionnelles pour l'accessibilité et le chargement. Après avoir obtenu l'aval du constructeur espagnol, il fut présenté officiellement au public lors du Salon de l'automobile de Turin en octobre 1963. Ainsi était né le DKW-IMOSA F1000 L.

### Caractéristiques
Le nouveau fourgon qui allait remplacer l'ancien et obsolète DKW F800S était parfaitement reconnaissable avec sa carrosserie moderne aux lignes carrées et ses dimensions plus généreuses tout en offrant un empattement ramené à 2 500 mm, 25 cm plus court que celui de son ancêtre mais tout au bénéfice de la manœuvrabilité. Doté de deux gros phares ronds et d'une vraie calandre, la face avant était quasiment verticale ce qui signait le vrai passage à la cabine avancée des temps modernes qui, seule, peut garantir une excellente visibilité au conducteur en toutes circonstances et un volume de chargement optimisé. 
La mécanique du DKW-IMOSA F1000L reprenait celle (trop) éprouvée du modèle précédent. Un châssis à longerons avec traverses, le train avant avec des triangles inférieurs et une lame transversale, le pont arrière rigide avec des barres de torsion, le freinage assuré par 4 tambours. Seule la solution traction avant était dans l'air du temps. Mais l'antique moteur trois cylindres deux temps DKW de 981 cm3 était conservé sans modifications. Le même moteur monté sur la DKW 1000 et abandonné en Allemagne. Il peinait à fournir ses 40 ch, insuffisants pour faire rouler à pleine charge le fourgon qui, à vide pouvait déjà difficilement atteindre 75 km/h. 
Dès son lancement, comme son aîné, le DKW-IMOSA F1000L était disponible en plusieurs versions et variantes de carrosseries : fourgon, pick-up, mixte, plateau bâché, minibus et châssis nu. Peu après se sont ajoutées les variantes dédiées pour ambulances, transport de casiers à bouteilles ou gaz et pompiers. La version pick-up disposait d'un plateau de 6 m2 mais le fourgon seulement 4,35 m2.

## Évolution du modèle

### La période DKW
La production du DKW-IMOSA F1000L débuta dans l'usine IMOSA de Vitoria dans le nord de l'Espagne à l'automne 1963. Dès la fin d'année 1964, la gamme s'enrichit d'une motorisation diesel. Ce sera le premier et unique véhicule portant la marque DKW à recevoir ce type de motorisation. D'origine Mercedes-Benz, le moteur OM636 d'une cylindrée de 1 767 cm3 était bien connu sur les modèles à l'étoile comme la 170D de 1949 et la série W120.
Le fourgon F1000 avec cette motorisation fut renommé F1000 D. Esthétiquement il se distinguait de la version essence par l'ajout d'une grille supplémentaire au-dessus de la calandre pour assurer le bon refroidissement du moteur diesel, plus volumineux que le minuscule trois cylindres de 1 litre. Ce moteur diesel Mercedes n'était pas importé d'Allemagne mais fabriqué en Espagne par la société ENMASA de Barcelone, une filiale espagnole de Daimler-Benz. 
En 1965, avec le rachat à Daimler-Benz du groupe Auto-Union-DKW par Volkswagen, la version F1500 D est lancé. Ce modèle ne pouvait être équipé que d'un moteur diesel. Le châssis et la carrosserie du fourgon n'étaient plus fabriqués par IMOSA mais par la société Sicca Espanola, une société du groupe IMOSA. 
En 1966, la face avant a été retouchée pour offrir aux deux modèles une calandre unifiée en nid d'abeille. Bien que très peu demandée, la motorisation essence avec l'antique moteur deux temps DKW était maintenue. Ce n'est qu'en 1967 que la version équipée du moteur DKW a été définitivement abandonnée. Les modèles de la gamme ne bénéficièrent plus d'aucune modification.
Le passage du groupe Auto Union-DKW dans le giron de Volkswagen avait eu pour conséquence indirecte de modifier la structure du groupe espagnol IMESA qui fusionna avec plusieurs de ses sociétés pour créer MEVOSA. Le groupe allemand VW pris alors une participation de 27,5 % dans MEVOSA tandis que le reste (72,5 %) restait détenu par le groupe Daimler-Benz. 
Le dernier exemplaire du F1000 D quitta la ligne de montage de Vitoria en 1975, mais son histoire ne se termine pas aussi vite. La véritable raison de son arrêt de production n'était pas son remplacement mais plutôt d'en finir définitivement avec la marque DKW. 

### La période Mercedes-Benz

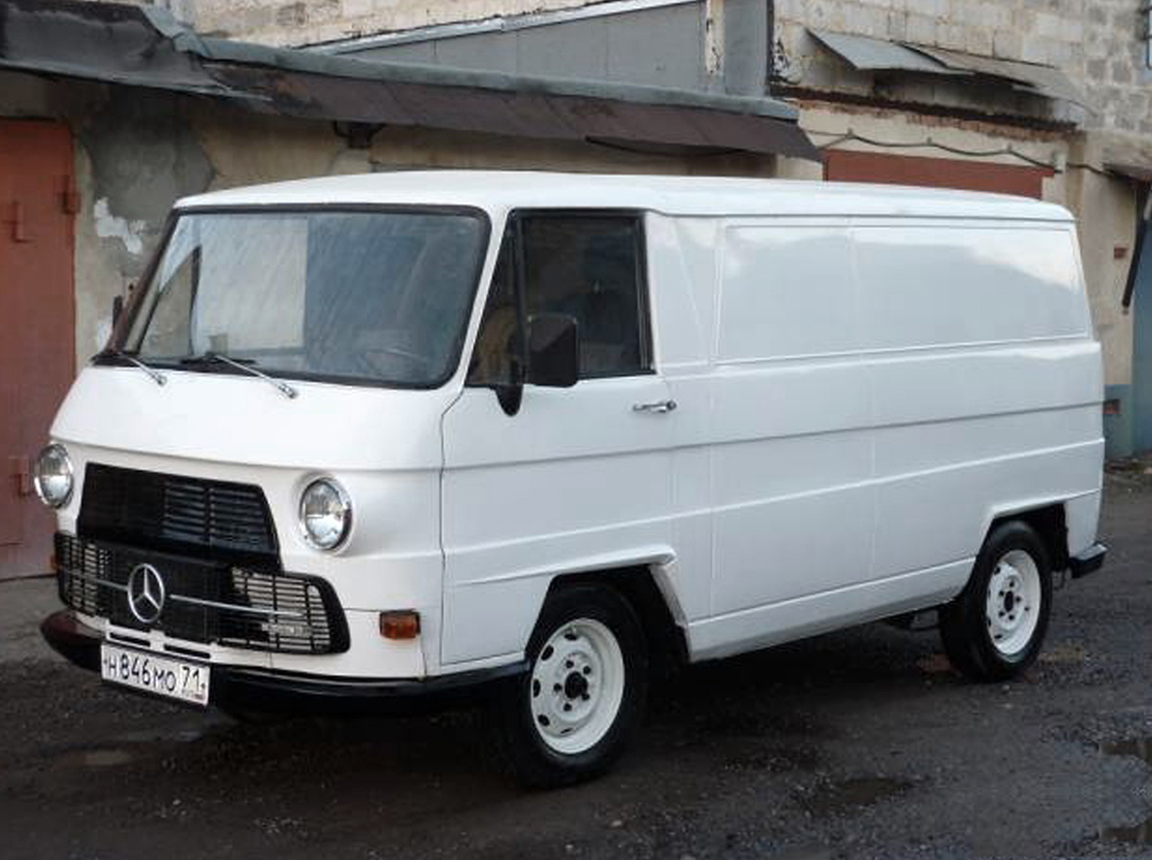
Le Mercedes-Benz N1300 - on notera le lien étroit avec le DKW-IMOSA F1000 ou Mercedes N1000

Avec le rachat au groupe Daimler-Benz des marques Auto Union et DKW, Volkswagen aurait voulu utiliser les lignes de fabrication de MEVOSA pour d'autres types de véhicules. N'étant actionnaire qu'à 27,5 % de MEVOSA et face au refus du Ministère des Transports espagnol, Volkswagen doit renoncer à ses visions stratégiques et se désengage de MEVOSA. L'usage voulait que Volkswagen rétrocède sa participation à l'autre actionnaire Daimler-Benz ou à l'INI, la holding d'État espagnol qui voulait entrer au capital de MEVOSA depuis un certain temps. Un accord est trouvé en 1976. Durant cette décennie incertaine (1966-1976), Daimler-Benz étant seul responsable de la bonne gestion de l'usine de Vitoria, décide de poursuivre l'activité et de reprendre la production du fourgon d'origine DKW et d'autres véhicules utilitaires. Mais le différend avec Volkswagen, seule détentrice des marques Auto Union et DKW, va empêcher la marque à l'étoile d'y faire référence d'où le changement radical de nom du fourgon F1000 qui est rebaptisé Mercedes-Benz N1000 et N1300, selon la charge utile du modèle, exprimée en kg. Les deux modèles sont désormais équipés du moteur diesel Mercedes-Benz OM615 de 1 988 cm3 développant 55 ch.
La production des fourgons N1000 et N1300 se termine en 1986. Il faudra attendre deux années avant de voir apparaître celui qui sera son successeur, le MB100.

## Les versions étrangères

### En Argentine
La fabrication du modèle DKW F1000 L a débuté en Argentine en janvier 1969 dans l'usine IASF - Industria Automotriz Santa Fe S.A. sous la marque "Auto Union". Le nombre de véhicules fabriqués est infime, moins d'une centaine selon certaines sources car le constructeur argentin a fait faillite en mars 1969, très peu de temps après son lancement. La licence de fabrication de la carrosserie, que l'on doit à l'étude complète de sa structure au maître italien du design  Fissore ont été rachetés par IAME - Industrias Aeronáuticas y Mecánicas del Estado qui l'utilisera pour son modèle de fourgon IAME Rastrojero F71 jusqu'en 1979.

### En Yougoslavie
En 1958, le groupe allemand Auto Union - DKW négocie un accord de cession de licence avec la société yougoslave Moto montaža qui sera renommée IMV - Industrija Motornih Vozil (littéralement usine de production de véhicules à moteur) en 1959, pour assembler localement en CKD dans son usine de Novo Mesto en Slovénie la fourgonnette F89L/52. À partir de 1961, un second accord est signé qui prévoit que DKW fournira la partie mécanique du DKW F800/3 que IMV montera sur un nouveau véhicule, de sa conception et nommé IMV Donau. 
L'IMV Donau 1000 lancé en 1962, était notablement différent du modèle DKW dans toute sa partie carrosserie. S'inspirant largement du fourgon Fiat 1100T produit sous licence par le constructeur yougoslave Zastava implanté à Kragujevac en Serbie, il se voulait de ligne moderne simple et carrée avec de grandes portières offrant un accès des plus aisés pour les personnes et le chargement à l'arrière, un peu comme le DKW F1000L. La partie mécanique était celle du DKW 800/3, le même moteur tri-cylindres de 981 cm3 développant 40 ch. Malgré sa faible puissance, le fourgon IMV Donau 1000 pouvait atteindre la vitesse de 100 / 105 km/h. Pour éviter la concurrence avec le fourgon DKW F1000 L produit en Espagne par IMOSA sous licence DKW, la licence IMV limitait sa commercialisation aux pays de l'Est et accessoirement à l'Autriche. La production de la version IMOSA étant réservée à l'Espagne et le Portugal. Le Donau 1000 équipé du moteur DKW 2 temps fut fabriqué jusqu'en 1967. 
À cette époque, le groupe Auto Union qui avait été racheté par Daimler AG en 1959 a été revendu à Volkswagen en 1964. Volkswagen a décidé de ne plus fabriquer de moteurs 2 temps à partir de 1966 car trop obsolètes. Une fois le stock épuisé, dès 1968, le fourgon IMV Donau 1000 est équipé d'un moteur essence Renault classique à 4 temps de 1 647 cm3 et est dénommé Donau 1600 ou d'un moteur diesel Mercedes de 2 197 cm3 nommé Donau 2100. La production du modèle Donau prendra définitivement fin en 1972.